# Diamond Horseshoe
Diamond Horseshoe is een Amerikaanse muziekfilm uit 1945 onder regie van George Seaton. Het scenario is gebaseerd op het toneelstuk The Barker (1928) van de Amerikaanse auteur Kenyon Nicholson.

## Verhaal
Joe Davis wil zijn studie medicijnen stopzetten om zich toe te leggen op muziek. Zijn vader is niet blij met die keuze, maar hij geeft Joe toch een baan in zijn nachtclub. De vriendin van zijn vader belooft een bontjas aan de revuedanseres Bonnie Collins, als ze met Joe wil aanpappen. Ze hoopt dat zijn vader daardoor weer meer aandacht aan haar zal schenken. Als Joe en Bonnie willen trouwen, is zijn vader daar niet tevreden over.

## Rolverdeling
| Acteur           | Personage        |
| ---------------- | ---------------- |
| Betty Grable     | Bonnie Collins   |
| Dick Haymes      | Joe Davis jr.    |
| Phil Silvers     | Blinkie Miller   |
| William Gaxton   | Joe Davis sr.    |
| Beatrice Kay     | Claire Williams  |
| Carmen Cavallaro | Carmen Cavallaro |
| Willie Solar     | Zingende komiek  |
| Margaret Dumont  | Mevrouw Standish |